# بئر العمش (المضاربة والعارة)

تعديل مصدري - تعديل

بئر العمش هي إحدى قرى عزلة العارة بمديرية المضاربة والعارة التابعة لمحافظة لحج، بلغ تعداد سكانها 105 نسمة حسب تعداد اليمن لعام 2004.